# العلاقات اليمنية البنينية
العلاقات اليمنية البنينية هي العلاقات الثنائية التي تجمع بين اليمن وبنين.

## مقارنة بين البلدين
هذه مقارنة عامة ومرجعية للدولتين:
| وجه المقارنة                                              | اليمن         | بنين            |
| --------------------------------------------------------- | ------------- | --------------- |
| المساحة (كم2)                                             | 555.00 ألف    | 114.76 ألف      |
| عدد السكان (نسمة)                                         | 28.25 مليون   | 11.18 مليون     |
| الكثافة السكانية (ن./كم²)                                 | 50.9          | 97.42           |
| العاصمة                                                   | صنعاء، عدن    | بورتو نوفو      |
| اللغة الرسمية                                             | اللغة العربية | لغة فرنسية      |
| العملة                                                    | ريال يمني     | فرنك غرب أفريقي |
| الناتج المحلي الإجمالي (بليون دولار)                      | 18.21 مليار   | 9.27 مليار      |
| الناتج المحلي الإجمالي (تعادل القوة الشرائية) بليون دولار | 75.69 مليار   | 22.38 مليار     |
| الناتج المحلي الإجمالي الاسمي للفرد دولار أمريكي          | 1.41 ألف      | 762             |
| الناتج المحلي الإجمالي للفرد دولار أمريكي                 |               | 2.03 ألف        |
| مؤشر التنمية البشرية                                      | 0.498         | 0.480           |
| رمز المكالمات الدولي                                      | +967          | +229            |
| رمز الإنترنت                                              | .ye           | .bj             |
| المنطقة الزمنية                                           | ت ع م+03:00   | ت ع م+01:00     |

## منظمات دولية مشتركة
يشترك البلدان في عضوية مجموعة من المنظمات الدولية، منها:
| علم المنظمة | اسم المنظمة                               | تاريخ انضمام اليمن | تاريخ انضمام بنين |
| ----------- | ----------------------------------------- | ------------------ | ----------------- |
|             | مؤسسة التنمية الدولية                     | 22 مايو 1970       | 16 سبتمبر 1963    |
|             | الأمم المتحدة                             | 30 سبتمبر 1947     | 20 سبتمبر 1960    |
|             | منظمة التعاون الإسلامي                    | ?                  | ?                 |
|             | منظمة الشرطة الجنائية الدولية             | ?                  | ?                 |
|             | المركز الدولي لتسوية المنازعات الاستشارية | 20 نوفمبر 2004     | 14 أكتوبر 1966    |
|             | الاتحاد الدولي للاتصالات                  | 1931               | 1961              |
|             | البنك الدولي للإنشاء والتعمير             | 3 أكتوبر 1969      | 10 يوليو 1963     |
|             | الاتحاد البريدي العالمي                   | ?                  | ?                 |
|             | منظمة حظر الأسلحة الكيميائية              | ?                  | ?                 |
|             | مؤسسة التمويل الدولية                     | 22 مايو 1970       | 5 فبراير 1987     |
|             | وكالة ضمان الاستثمار متعدد الأطراف        | 12 مارس 1996       | 26 سبتمبر 1994    |
|             | يونسكو                                    | 2 أبريل 1962       | 18 أكتوبر 1960    |